# Ludwig Kainer

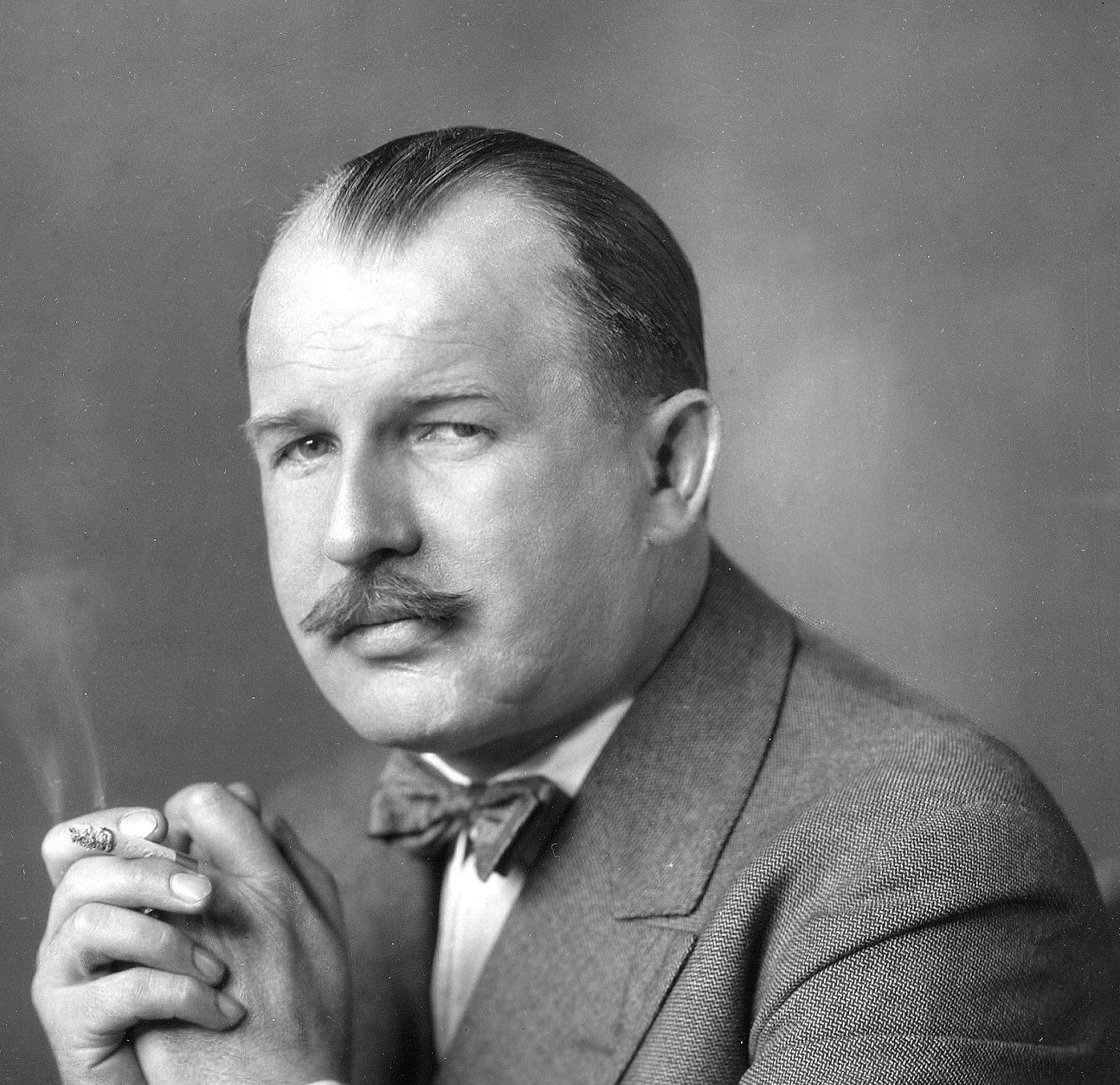
Ludwig Kainer (1926). Foto von Alexander Binder

Ludwig Kainer (* 28. Juni 1885 in München; † 25. April 1967 in Paris) war ein deutscher Grafiker, Zeichner, Maler, Illustrator, Filmarchitekt und Kostümbildner.

## Leben

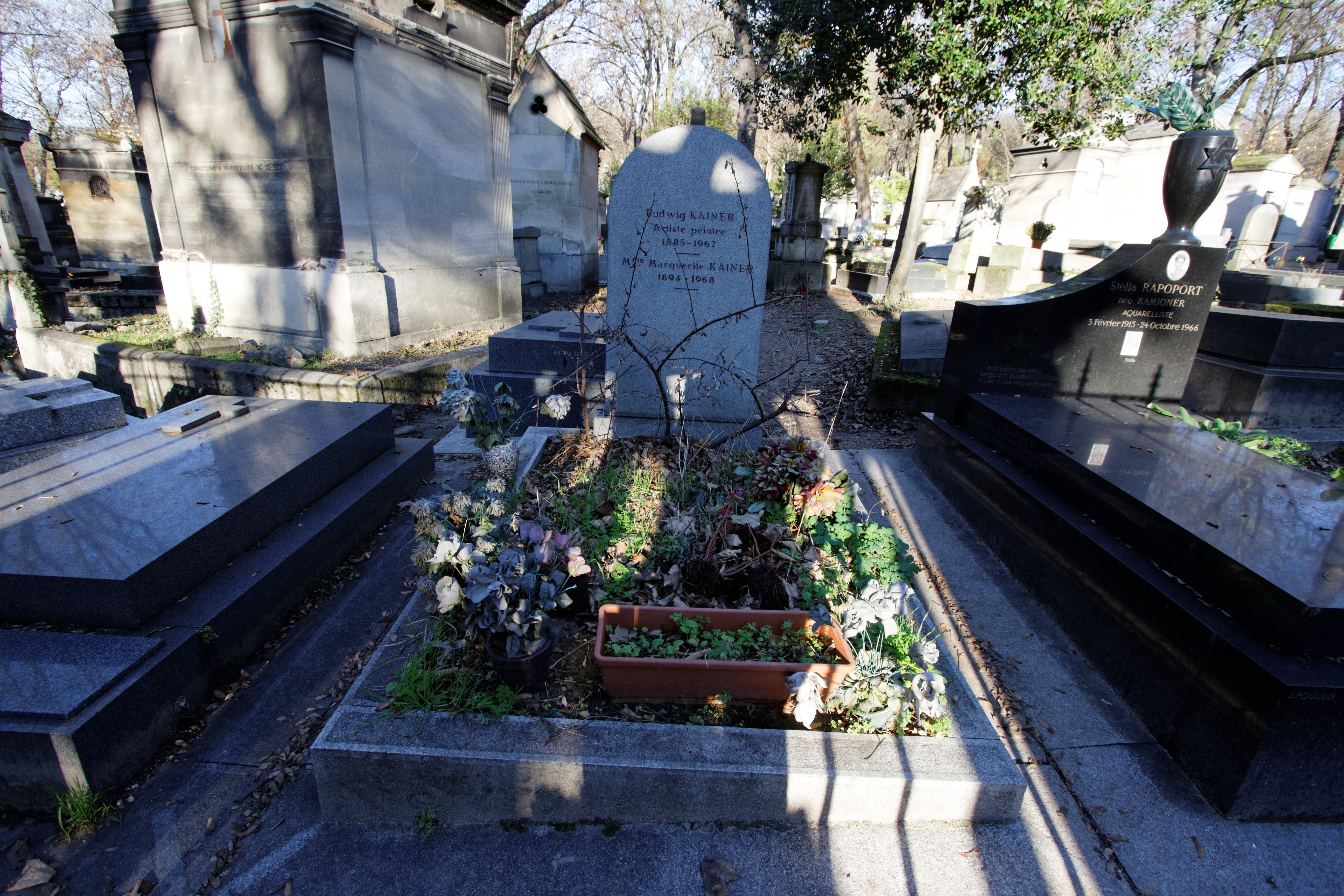
Père-Lachaise, Paris.

Kainer hatte zunächst Medizin studiert, sich dann aber recht bald der Kunst zugewandt. Während eines Paris-Aufenthaltes 1909 begann Kainer seine große Liebe zur Malerei, vor allem zu den Impressionisten (Paul Cézanne, Henri Matisse und Auguste Renoir), zu entdecken und brachte sich autodidaktisch die Grundkenntnisse dieser Kunst bei. Außerdem nahm der Münchner Kontakt zu den Ballets Russes um Sergei Djagilew und Vaslav Nijinsky auf und lieferte erste Beiträge für den Simplicissimus (bis 1930 insgesamt 205), während er in der Jugend ab 1909 nur gelegentlich vertreten war.
Wieder in Deutschland, ließ sich Kainer 1910 in Berlin nieder. Er arbeitete nunmehr primär als Graphiker, entwarf und zeichnete Plakate (z. B. für Veranstaltungen mit der Grotesktänzerin Valeska Gert, aber auch für Buchwerbung). Ab 1912 waren Kainers Illustrationen auch in Zeitschriften wie Der Sturm, Styl, Kleiderkasten und Die Dame vertreten. 1914 entwarf er den Einband von Kurt Pinthus’ Das Kinobuch, im selben Jahr stelle Kainer auf der Bugra in Leipzig aus.
Unmittelbar nach Ausbruch des Ersten Weltkriegs wechselte Kainer zur Filmindustrie, wo er vor allem für die Produktionen Oskar Messters, darunter zahlreiche Filme mit Henny Porten aber auch für diverse Inszenierungen Robert Wienes, die Bauten entwarf. In den späteren Jahren kamen mehrfach Aufträge als Kostümbildner hinzu. Nebenbei übernahm Ludwig Kainer die künstlerische Leitung vom Ballett Erik Charells.
Nach knapp einem Jahrzehnt beendete Ludwig Kainer 1924 vorübergehend seine Filmtätigkeit und ging bis zum folgenden Jahr nach Indien. Wieder daheim in Deutschland war Ludwig Kainer nunmehr auch als Bühnenbildner tätig; in den späten 1920er und frühen 1930er Jahren ist er als Ausstattungschef des Theaters im Admiralspalast (Haller-Revuen) unter der Leitung Hermann Feiners nachweisbar, zuletzt gehörte er dessen künstlerischen Beirat an. Kainers filmischen Ausflüge lassen sich seit dieser Zeit an einer Hand abzählen.
1933 musste Ludwig Kainer emigrieren. Er ging zunächst in die Schweiz, bald darauf ließ er sich in Paris nieder, wo er letztmals 1939 als Filmarchitekt (bei Entente Cordiale) nachzuweisen ist. Nach 1945 wirkte Kainer sowohl in Deutschland und der Schweiz als auch in seiner Wahlheimat Frankreich. 1951 war er auf einer Kollektivausstellung im Zürcher Kunstsalon Wolfsberg vertreten, wenig später zog er sich sukzessive ins Privatleben zurück.
Ludwig Kainer hat auch als Lehrer gearbeitet, so betreute er den Bereich Modezeichnen an Berlins berühmter Schule Reimann. Mehrere seiner Gemälde wurden in Kunstauktionen zum Verkauf angeboten. Seine zeitweilige Ehefrau, die österreichische Malerin und Zeichnerin Lene Schneider (1885–1971), hatte er während seines ersten Paris-Aufenthaltes (1909/10) kennengelernt.
Kainer starb im Alter von 82 Jahren in Paris und fand seine letzte Ruhestätte auf dem Friedhof Père Lachaise (Division 7).

## Filmografie
als Filmarchitekt, wenn nicht anders angegeben
| - 1915: Nahira - 1915: Der Schuß im Traum - 1916: Der Ruf der Liebe - 1916: Gelöste Ketten - 1916: Der Mann im Spiegel - 1917: Feenhände - 1917: Die Ehe der Luise Rohrbach - 1917: Christa Hartungen - 1917: Die Prinzessin von Neutralien - 1917: Gefangene Seele - 1917: Die Claudi vom Geiserhof - 1917: Furcht - 1917: Höhenluft - 1917: Die Faust des Riesen - 1918: Gräfin Küchenfee - 1918: Edelsteine - 1918: Auf Probe gestellt | - 1918: Das Geschlecht derer von Ringwall - 1918: Agnes Arnau und ihre drei Freier (auch Kostüme) - 1918: Das Maskenfest des Lebens - 1919: Ihr Sport - 1920: Die goldene Krone - 1921: Exzellenz Unterrock - 1921: Die Geliebte Roswolskys (nur Beratung) - 1921: Kean (auch Kostüme) - 1922: Sie und die Drei (auch Kostüme) - 1923: Das Paradies im Schnee - 1923: Fräulein Raffke (nur Kostüme) - 1924: Inge Larsen (auch Kostüme) - 1924: Komödianten des Lebens (auch Kostüme) - 1928: Moulin Rouge (Ausstattung, Requisite) - 1930: Ein Tango für dich (nur Kostüme) - 1936: Au service du tsar (auch Kostüme) - 1939: Entente Cordiale |